# Сучевенская сельская община
Сучевенская сельская община (укр. Сучевенська сільська громада) — территориальная община в Черновицком районе Черновицкой области Украины.
Административный центр — село Сучевены.
Население составляет 7900 человек. Площадь — 110,8 км².
В соответствии с распоряжением Кабинета Министров Украины от 12 июня 2020 года, в состав общины вошла территория Корчовецкого, Купского и Сучевенского сельских советов упразднённого Глыбокского района

## Населённые пункты
В состав общины входит 6 сёл:
- Сучевены
  - Петричанка
  - Просека
  - Просокиряны
- Корчовецкий старостинский округ:
  - Корчевцы
- Купский старостинский округ:
  - Купка